# Rolfe Sedan
Pour les articles homonymes, voir Sedan (homonymie).
Rolfe (Edward) Sedan est un acteur américain, né le 20 janvier 1896 à New York (État de New York), mort le 15 septembre 1982 à Los Angeles — Quartier de Pacific Palisades (Californie).

## Biographie
Comme second rôle de caractère ou dans des petits rôles non crédités, Rolfe Sedan contribue à deux-cent-cinquante films américains (dont une cinquantaine muets, incluant des courts métrages). Le premier, sorti en 1921, est Eugénie Grandet de Rex Ingram (avec Alice Terry et Rudolph Valentino). Les deux derniers, sortis en 1979, sont Le Vampire de ces dames de Stan Dragoti (avec George Hamilton et Susan Saint James) et Le Rabbin au Far West de Robert Aldrich (avec Gene Wilder et Harrison Ford).
Dans l'intervalle, mentionnons Le Masque de fer d'Allan Dwan (1929, avec Douglas Fairbanks et Marguerite De La Motte), La Huitième Femme de Barbe-Bleue (1938, avec Claudette Colbert et Gary Cooper) et Ninotchka (1939, avec Greta Garbo et Melvyn Douglas) d'Ernst Lubitsch, Le Fantôme de la rue Morgue de Roy Del Ruth (1954, avec Karl Malden et Claude Dauphin), ou encore Frankenstein Junior de Mel Brooks (1974, avec Gene Wilder et Marty Feldman).
Pour la télévision, il collabore à quarante-neuf séries entre 1949 et 1977, dont Monsieur Ed, le cheval qui parle (trois épisodes, 1961-1965), La Famille Addams (quatre épisodes, 1964-1966) et Kung Fu (un épisode, 1974). S'y ajoutent deux téléfilms, dont L'Affaire d'un tueur de William Hale (avec Robert Wagner et Peter Lawford), diffusé en 1967.
Également acteur de théâtre, Rolfe Sedan joue une première fois à Broadway dans une pièce représentée en 1916. Il y revient au cours des années 1940, dans une comédie musicale produite en 1942, ainsi que dans trois autres pièces, dont Pamplemousse d'André Birabeau (1941, avec Walter Slezak) et A Bell for Adano, adaptation du roman éponyme de John Hersey (1944-1945, avec Fredric March, Margo, Jack Arnold et Everett Sloane).

## Filmographie partielle

### Cinéma
(CM = court métrage) 
- 1921 : Eugénie Grandet (The Conquering Power) de Rex Ingram : Le prétendant d'Annette
- 1924 : Sporting Youth de Harry A. Pollard : Un valet
- 1924 : Excitement de Robert F. Hill : Willie Winkle
- 1925 : Looking for Sally de Leo McCarey (CM) : rôle non spécifié
- 1925 : Faut qu'ça gaze (California Straight Ahead) de Harry A. Pollard (non crédité)
- 1925 : La Femme de quarante ans (Smouldering Fires) de Clarence Brown : Un membre du comité
- 1925 : La Veuve joyeuse (The Merry Widow) d'Erich von Stroheim : Un serveur de chez Maxim's
- 1925 : Is Marriage the Bunk? de Leo McCarey (CM) : Le beau-frère de Jimmy
- 1925 : Les Siens (His People) d'Edward Sloman
- 1926 : Bardelys le magnifique (Bardely's the Magnificent) de King Vidor : Fop
- 1926 : My Old Dutch de Laurence Trimble : Al
- 1926 : Mantrap de Victor Fleming : Coiffeur (non crédité)
- 1926 : La Chair et le Diable (Flesh and the Devil) de Clarence Brown : Le vendeur de chapeaux pour femmes
- 1927 : Erik le mystérieux (The Last Performance) de Paul Fejos (non crédité)
- 1927 : The Denver Dude de B. Reeves Eason : Henry Bird
- 1927 : La Case de l'oncle Tom (Uncle Tom's Cabin), de Harry A. Pollard : Adolph

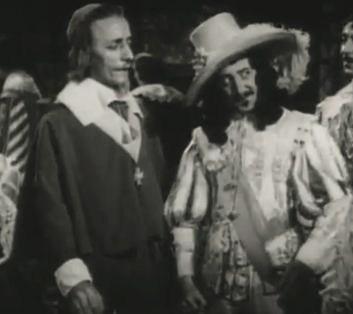
Avec Nigel De Brulier (à g.), dans Le Masque de fer (1929)

- 1928 : Riley the Cop de John Ford : Le patron français du restaurant
- 1928 : Ton cor est à toi (You're Darn Tootin’) d'Edgar Kennedy (CM) : L'ivrogne
- 1928 : Mirages (Show People) de King Vidor : Le photographe-portraitiste
- 1929 : Making the Grade d'Alfred E. Green : Un valet
- 1929 : Son Altesse Royale (Double Whoopee) de Lewis R. Foster (CM) : Le réceptionniste
- 1929 : Une nuit historique (One Hysterical Night) de William J. Craft : Arthur Bixby
- 1929 : Le Masque de fer (The Iron Mask) d'Allan Dwan : Louis XIII
- 1930 : Sweethearts and Wives (en) de Clarence G. Badger : Un serveur
- 1930 : Swing High de Joseph Santley
- 1931 : Madame Julie (The Woman Between) de Victor Schertzinger : Le maître d'hôtel
- 1931 : Finn and Hattie de Norman Taurog et Norman Z. McLeod
- 1931 : New Adventures of Get Rich Quick Wallingford de Sam Wood
- 1931 : Monnaie de singe (Monkey Business) de Norman Z. McLeod : Le deuxième barbier
- 1932 : Devil on Deck de Wallace Fox : Frenchie
- 1932 : Grand Hotel d'Edmund Goulding : Un client au bar
- 1932 : Are You Listening? de Harry Beaumont : Le directeur de l'hôtel
- 1932 : Aimez-moi ce soir (Love Me Tonight) de Rouben Mamoulian : Le chauffeur de taxi
- 1932 : Haute Pègre (Trouble in Paradise) d'Ernst Lubitsch : Le vendeur de sacs à main
- 1932 : Le Plombier amoureux (The Passionate Plumber) d'Edward Sedgwick : Le second de Tony
- 1933 : Le Roi de la bière (What! No Beer?) d'Edward Sedgwick : Le barbier
- 1933 : Blondie Johnson de Ray Enright : Le tailleur
- 1933 : Sérénade à trois (Design for Living) d'Ernst Lubitsch : Le vendeur de lits
- 1933 : Fra Diavolo (The Devil's Brother) de Hal Roach et Charley Rogers : Le patron de la taverne
- 1933 : The Sin of Nora Moran de Phil Goldstone
- 1933 : Moi et le Baron (Meet the Baron) de Walter Lang
- 1934 : La Veuve joyeuse (The Merry Widow) d'Ernst Lubitsch : Gabrielovitch
- 1934 : Palooka de Benjamin Stoloff
- 1934 : L'Introuvable (The Thin Man) de W. S. Van Dyke : Un serveur
- 1935 : L'Extravagant Mr Ruggles (Ruggles of Red Gap) de Leo McCarey : Le barbier parisien
- 1935 : Une nuit à l'opéra (A Night at the Opera) de Sam Wood : Un aviateur
- 1935 : Paris in Spring de Lewis Milestone : Le modiste
- 1935 : Le Gondolier de Broadway (Broadway Gondolier) de Lloyd Bacon : le secrétaire de Mme Flaggenheim (non crédité)
- 1936 : Sous deux drapeaux (Under Two Flags) de Frank Lloyd : Mouche
- 1937 : La Furie de l'or noir (High, Wide, and Handsome) de Rouben Mamoulian : Le photographe
- 1937 : L'Entreprenant Monsieur Petrov (Shall We Dance) de Mark Sandrich : Le maître de ballet
- 1937 : Café Métropole (Café Metropole) d'Edward H. Griffith : Le vendeur de fleurs
- 1937 : Rhythm in the Clouds de John H. Auer : Victor
- 1938 : Trois du cirque (Under the Big Top) de Karl Brown
- 1938 : La Huitième Femme de Barbe-Bleue (Bluebeard's Eighth Wife) d'Ernst Lubitsch : Le chef de rayon
- 1938 : I'll Give a Million de Walter Lang : Le télégraphiste
- 1938 : Cet âge ingrat (That Certain Age) d'Edward Ludwig : Le décorateur de la réception
- 1938 : Fantômes en croisière (Topper Takes a Trip) de Norman Z. McLeod : Le croupier à la roulette
- 1939 : Tout se passe la nuit (Everything Happens at Night) d'Irving Cummings : Un serveur
- 1939 : La Grande Farandole (The Story of Vernon and Irene Castle) de H. C. Potter : Emile Aubel
- 1939 : The Mad Empress de Miguel Contreras Torres : Tudos
- 1939 : Le Magicien d'Oz (The Wizard of Oz) de Victor Fleming : L'ascensionniste en ballon
- 1939 : Ninotchka d'Ernst Lubitsch : Le directeur de l'hôtel

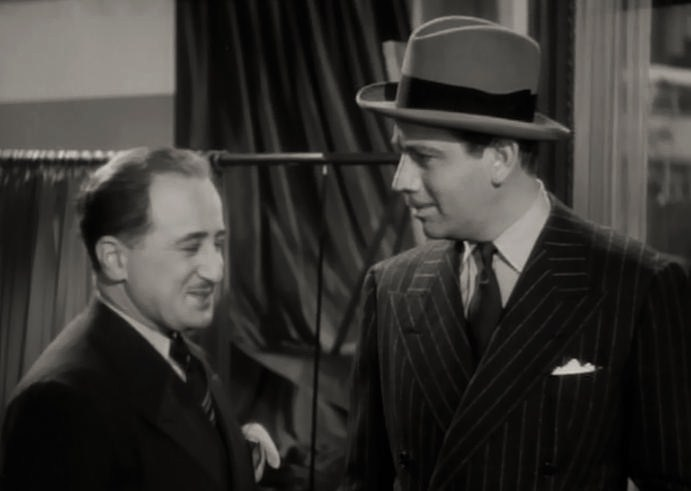
Avec Melvyn Douglas (à d.), dans Illusions perdues (1941)

- 1940 : Tanya l'aventurière (I Was an Adventuress) de 	Gregory Ratoff : Un serveur
- 1940 : La Maison des sept péchés (Seven Sinners) de Tay Garnett : Un acolyte
- 1940 : Laughing at Danger de Howard Bretherton : Pierre
- 1941 : Illusions perdues (That Uncertain Feeling) d'Ernst Lubitsch : Le vendeur de tableaux
- 1941 : La Loi des tropiques (Law of the Tropics) de Ray Enright : Julio André
- 1949 : La Dynastie des Forsyte (That Forsyte Woman) de Compton Bennett : M. Braval
- 1950 : Maman est à la page (Let's Dance) de Norman Z. McLeod : Un employé de la bijouterie
- 1951 : Espionne de mon cœur (My Favorite Spy) de Norman Z. McLeod : Un serveur en chambre
- 1952 : L'Ivresse et l'Amour (Something to Live For) de George Stevens : Un français
- 1952 : Avril à Paris (April in Paris) de David Butler : Un serveur
- 1953 : Les hommes préfèrent les blondes, (Gentlemen Prefer Blondes) de Howard Hawks : Un serveur
- 1953 : Le Gentilhomme de la Louisiane (The Mississippi Gambler) de Rudolph Maté : Le tailleur
- 1954 : Le Fantôme de la rue Morgue (Phantom of the Rue Morgue) de Roy Del Ruth : LeBon
- 1955 : So This Is Paris de Richard Quine : Le chauffeur de taxi
- 1956 : The Birds and the Bees de Norman Taurog : Un steward
- 1957 : La Belle de Moscou (Silk Stockings) de Rouben Mamoulian : Le régisseur
- 1964 : 36 Heures avant le débarquement (36 Hours) de George Seaton : Un français
- 1970 : Darling Lili de Blake Edwards : Le régisseur français
- 1974 : Frankenstein Junior (Young Frankenstein) de Mel Brooks : Le conducteur de train
- 1977 : Drôle de séducteur (The World's Greatest Lover) de Gene Wilder : Le chauffeur
- 1979 : Le Vampire de ces dames (Love at First Bite) de Stan Dragoti : Le maître d'hôtel
- 1979 : Le Rabbin au Far West (The Frisco Kid) de Robert Aldrich : Le vieux rabbin

### Télévision
(séries, sauf mention contraire)
- 1956 : Les Aventures de Superman (Adventures of Superman)
  - Saison 4, épisode 3 The Big Freeze de Harry W. Gerstad : Dr Watts
- 1959 : 77 Sunset Strip
  - Saison 1, épisode 25 A Check Will Do Nicely d'Ida Lupino : Tissot
- 1959 : Mike Hammer (Mickey Spillane's Mike Hammer)
  - Saison 2, épisode 15 When I Am Dead, My Darling... de Boris Sagal : Dr Bouchet
- 1960 : Aventures dans les îles (Adventures in Paradise)
  - Saison 1, épisode 15 Le Paria (Nightmare on Napuka) : Dr Gaillefontaine
- 1961-1965 : Monsieur Ed, le cheval qui parle (Mister Ed)
  - Saison 1, épisode 26 Ed Cries Wolf (1961) d'Arthur Lubin : Pierre
  - Saison 3, épisode 8 Horse Party (1962) d'Arthur Lubin : M. Fairchild
  - Saison 6, épisode 8 The Horse and the Pussycat (1965) d'Ira Stewart et Alan Young : Dr Robbins
- 1963 : L'Extravagante Lucie (The Lucy Show)
  - Saison 1, épisode 21 No More Double Dates de Jack Donohue : Le maître d'hôtel
- 1964 : Suspicion (The Alfred Hitchcock Hour)
  - Saison 2, épisode 13 The Magic Shop de Robert Stevens : Le vieil homme
- 1964 : Sur le pont, la marine ! (McHale's Navy)
  - Saison 2, épisode 21 The Big Impersonation de Sidney Lanfield : Le maire
- 1964-1966 : La Famille Addams (The Addams Family)
  - Saison 1, épisode 1 On va tous à l'école (The Addams Family Goes to School, 1964) d'Arthur Hiller, épisode 5 L'Arbre de la famille Addams (The Addams Family Tree, 1964) de Jerry Hopper et épisode 16 L'Espion (The Addams Family Meets the Undercover Man, 1965) d'Arthur Lubin : M. Briggs
  - Saison 2, épisode 18 Le Régime de Fester (Fester Goes on a Diet, 1966) de Sidney Lanfield : M. Briggs
- 1965 : Des agents très spéciaux (The Men from U.N.C.L.E.)
  - Saison 1, épisode 28 Commando de blondes (The Girls of Nazarone Affair) d'Alvin Ganzer : Le vendeur de gardénias
- 1967 : Match contre la vie (Run for Your Life)
  - Saison 2, épisode 24 The Carpella Collection d'Alexander Singer : Un serveur
- 1967 : L'Affaire d'un tueur (How I Spent My Summer Vacation), téléfilm de William Hale : Un serveur
- 1974 : Kung Fu
  - Saison 2, épisode 18 Le Serment (Crossties) de Richard Lang : Le chef de gare
- 1974 : Les Rues de San Francisco (The Streets of San Francisco)
  - Saison 3, épisode 14 Monsieur Personne (Mister Nobody) de Corey Allen : Skiros

## Théâtre à Broadway (intégrale)
(pièces, sauf mention contraire)
- 1916 : Merry Christmas, Daddy! de Mary Austin : rôle non spécifié
- 1941 : All Men Are Alike de Vernon Sylvaine : Cyrano De Veau
- 1941 : Pamplemousse (Little Dark Horse) d'André Birabeau, adaptation de Theresa Helburn : Dr Roubert
- 1942 : The Time, the Place and the Girl, comédie musicale, musique de Joseph E. Howard, lyrics de William B. Friedlanger, livret de Will M. Haugh, Frank Adams et Joseph E. Howard : M. Duval
- 1944-1945 : A Bell for Adano, adaptation par Paul Osborn du roman éponyme de John Hersey, mise en scène de H. C. Potter : Nasta